# مارشال (آرکانزاس)
مارشال (آرکانزاس) (به انگلیسی: Marshall, Arkansas) یک شهر در ایالات متحده آمریکا با جمعیت ۱٬۳۵۵ نفر است که در آرکانزاس واقع شده‌است.

## موقعیت جغرافیایی
موقعیت جغرافیایی شهرها و مناطق اطراف به شرح زیر است: